# Dead Aid
Dead Aid ist ein Buch von Dambisa Moyo, einer US-amerikanischen Wirtschaftswissenschaftlerin, die 1970 in Lukasa, Sambia, geboren wurde, wo sie auch aufwuchs.
Das in der deutschen Übersetzung den Untertitel Warum Entwicklungshilfe nicht funktioniert und was Afrika besser machen kann tragende Buch kritisiert das traditionelle Modell der internationalen Entwicklungshilfe und argumentiert, dass es bei der Förderung der wirtschaftlichen Entwicklung in Afrika mehr Schaden als Nutzen gebracht hat. Moyo behauptet, dass ausländische Hilfe einen Kreislauf der Abhängigkeit aufrechterhalte und lokale Initiativen und Unternehmertum untergrabe. Sie plädiert für alternative Finanzierungsquellen, wie ausländische Direktinvestitionen und die Mobilisierung inländischer Ressourcen, als wirksamere Mittel zur Förderung des nachhaltigen Wirtschaftswachstums in Afrika.
Das Vorwort des Buches schrieb Niall Ferguson von der Harvard University.
Der Autor Guy Sorman stellt Dambasia Moyo in eine Reihe mit Vorgängern, wie dem Franzosen Raymond Cartier oder dem Briten Peter Bauer, und er erwähnt, dass Bill Gates über sie sagt, dass sie das Böse verkörpere.